# 泉州山喜裕
泉州山 喜裕（せんしゅうやま よしひろ、1975年9月1日 - ）は、大阪府堺市堺区出身で高砂部屋所属の元大相撲力士、株式会社KP所属のタレント。本名は、佐藤 喜裕（さとう よしひろ）。大相撲時代の体格は身長178cm、体重142kg、現在は身長178cm、体重120kg。得意手は、突き、押し。自己最高位は、東十両筆頭（2002年11月場所、2005年7月場所）。趣味は、舞台鑑賞、釣り、バイクツーリング。

## 来歴
鮮魚店の次男。中学校1年生の時はハンドボール部だった。此花学院高等学校を1年で中退し、髙砂部屋に入門。1992年5月場所に初土俵を踏んだ。小柄だったため三段目でやや苦労したが、着実に番付を上げて行った。幕下に昇進してからは、大勝ちも大負けもなく安定した成績を残した。2000年5月場所に十両に昇進した。しばらく十両と幕下を往復する生活が続いていたが、2002年3月場所に4度目の再十両を果たすと十両に定着。優勝争いに加わるなど健闘した。腰の故障もあり一度は幕下に陥落したが、直に十両に戻り入幕を狙える地位まで番付を上げた。2場所連続負け越しで迎えた2005年11月場所は東十両5枚目で2勝7敗から6連勝して勝ち越し。2006年1月場所は西十両3枚目で新入幕を狙ったが、なかなか星が伸びずに3勝12敗と大敗を喫した。翌3月場所も西十両12枚目で7勝8敗で2場所連続の負け越しとなってしまったが、翌5月場所も同じ地位に据え置かれた。しかし、その場所は6勝9敗と負け越し、翌場所は無念の幕下陥落となった。幕下でも2場所連続して負け越し、11月場所で負け越すと1年全て負け越しだったが、東幕下36枚目で4勝3敗と勝ち越し面目を保った。東幕下27枚目だった2007年1月場所後の1月21日、日本相撲協会に引退届を提出した。
引退後は元大関の小錦八十吉が経営する株式会社KPに所属し、タレントとして活動している。

## エピソード

### 大相撲時代
- 諏訪錦の四股名は地元の「諏訪森商店街」から由来。しかし長野県に巡業で訪れた際に、諏訪市出身と勘違いされて大声援を浴びてしまい、真面目な性格であったため悪いと思って直後に泉州山と改名した（泉州山は故郷・大阪府泉州地方から由来）。
- 実家が鮮魚店を営んでおり、元幕内・龍興山（出羽海部屋所属）の母も手伝いに来ていた。しかし、龍興山が新入幕の場所後に急逝してしまい落胆した龍興山の母の姿を見て、いずれは大相撲の世界に進もうと決意したと言われている。
- 引退する場所以外は、休場が一度も無かった（引退場所は全休）。
- 2002年7月場所の濱錦、千代天山、追風海、2002年11月場所蒼樹山、2003年3月栃乃花、2005年7月武雄山、隆乃若戦と7度幕内の土俵に上がった。
- 現役時代は左に顔を傾けていたが、これは右目の視力が悪く、また利き目が左目であったため自然と傾けてしまっていたという（なお利き手も左手である）。

## 主な戦績
- 生涯成績：412勝405敗7休 勝率.504
- 十両成績：180勝210敗 勝率.462
- 現役在位：89場所
- 十両在位：26場所

### 場所別成績
| | 一月場所 初場所（東京） | 三月場所 春場所（大阪） | 五月場所 夏場所（東京） | 七月場所 名古屋場所（愛知） | 九月場所 秋場所（東京） | 十一月場所 九州場所（福岡） |
| --- | ----------------------- | ----------------------- | ----------------------- | --------------------------- | ----------------------- | --------------------------- |
| 1992年 （平成4年） | x                       | x                       | （前相撲）              | 西序ノ口61枚目 3–4          | 東序ノ口44枚目 5–2      | 西序二段137枚目 4–3         |
| 1993年 （平成5年） | 西序二段101枚目 1–6     | 西序二段143枚目 5–2     | 東序二段98枚目 3–4      | 西序二段120枚目 5–2         | 東序二段74枚目 3–4      | 西序二段97枚目 3–4          |
| 1994年 （平成6年） | 西序二段121枚目 5–2     | 西序二段75枚目 5–2      | 東序二段30枚目 2–5      | 東序二段61枚目 6–1          | 東三段目98枚目 2–5      | 西序二段24枚目 3–4          |
| 1995年 （平成7年） | 西序二段39枚目 4–3      | 西序二段20枚目 6–1      | 東三段目63枚目 3–4      | 西三段目76枚目 3–4          | 東三段目97枚目 5–2      | 西三段目51枚目 2–5          |
| 1996年 （平成8年） | 西三段目84枚目 4–3      | 西三段目68枚目 5–2      | 西三段目35枚目 3–4      | 東三段目50枚目 5–2          | 西三段目20枚目 4–3      | 東三段目9枚目 2–5           |
| 1997年 （平成9年） | 東三段目34枚目 4–3      | 西三段目19枚目 4–3      | 東三段目8枚目 3–4       | 西三段目19枚目 4–3          | 東三段目7枚目 3–5       | 東三段目22枚目 4–3          |
| 1998年 （平成10年） | 東三段目9枚目 4–3       | 西幕下58枚目 4–3        | 東幕下49枚目 4–3        | 西幕下40枚目 4–3            | 西幕下32枚目 3–4        | 西幕下37枚目 3–4            |
| 1999年 （平成11年） | 東幕下50枚目 4–3        | 西幕下40枚目 3–4        | 東幕下53枚目 4–3        | 東幕下44枚目 5–2            | 西幕下27枚目 5–2        | 東幕下17枚目 5–2            |
| 2000年 （平成12年） | 東幕下10枚目 4–3        | 西幕下5枚目 4–3         | 西十両13枚目 6–9        | 西幕下4枚目 4–3             | 西十両12枚目 8–7        | 東十両9枚目 5–10            |
| 2001年 （平成13年） | 東幕下筆頭 4–3          | 東十両12枚目 6–9        | 東幕下筆頭 5–2          | 西十両11枚目 8–7            | 東十両10枚目 3–12       | 西幕下7枚目 4–3             |
| 2002年 （平成14年） | 東幕下5枚目 5–2         | 西十両13枚目 10–5       | 東十両7枚目 10–5        | 東十両3枚目 8–7             | 東十両2枚目 9–6         | 東十両筆頭 5–10             |
| 2003年 （平成15年） | 西十両6枚目 8–7         | 東十両5枚目 5–10        | 東十両9枚目 8–7         | 東十両5枚目 5–10            | 西十両9枚目 7–8         | 東十両10枚目 4–11           |
| 2004年 （平成16年） | 西幕下筆頭 2–5          | 西幕下11枚目 2–5        | 東幕下27枚目 6–1        | 東幕下9枚目 4–3             | 西幕下7枚目 5–2         | 西幕下3枚目 5–2             |
| 2005年 （平成17年） | 東十両13枚目 8–7        | 西十両11枚目 11–4       | 東十両4枚目 9–6         | 東十両筆頭 6–9              | 東十両4枚目 7–8         | 東十両5枚目 8–7             |
| 2006年 （平成18年） | 西十両3枚目 3–12        | 西十両12枚目 7–8        | 西十両12枚目 6–9        | 西幕下2枚目 2–5             | 東幕下14枚目 1–6        | 東幕下36枚目 4–3            |
| 2007年 （平成19年） | 東幕下27枚目 引退 0–0–7 | x                       | x                       | x                           | x                       | x                           |
| 各欄の数字は、「勝ち-負け-休場」を示す。 優勝 引退 休場 十両 幕下 三賞：敢=敢闘賞、殊=殊勲賞、技=技能賞 その他：★=金星 番付階級：幕内 - 十両 - 幕下 - 三段目 - 序二段 - 序ノ口 幕内序列：横綱 - 大関 - 関脇 - 小結 - 前頭（「#数字」は各位内の序列） |                         |                         |                         |                             |                         |                             |

## 改名歴
- 佐藤 喜裕（さとう よしひろ）1992年5月場所
- 諏訪錦 喜裕（すわにしき－）1992年7月場所 - 1995年11月場所
- 泉州山 喜裕（せんしゅうやま－）1996年1月場所-2007年1月場所

## タレントとしての活動

### 音楽
- ドスコイ・ダンシング（2010年5月26日発売）　KONISHIKIの楽曲。攻勢力勇、火の竜清徳らとともに「ドスコイダンサーズ」としてバックダンサー

### 映画
- 劇場版TRICK 霊能力者バトルロイヤル（2010年5月）

### CM
- 日清食品「太麺堂々」
- ABC (静岡県のパチンコ業) 「楽しさは、数で決まる。 関取編」

### 舞台
- 戯曲推理小説
- 留守
- かんしゃく玉
- 紙風船
- 温泉の効能（2009年9月11日～12日、武蔵野芸能劇場 小劇場）

### コンサート
- 昭和八十三年度! ひとり紅白歌合戦　（桑田佳祐 Act Against AIDS 2008）　力士役

### 公演
- 中国広東省広州市主催　桜祭り　相撲公演（2008年2月）